# Palacio de Seif
El Palacio de Seif (en árabe: قصر السيف) es un palacio en la ciudad de Kuwait, Kuwait. Ubicado frente a la Gran Mezquita, una de las características más conocidas del palacio de Seif es la torre del reloj, cubierto de azulejos y con un techo chapado en oro puro. Los materiales locales tales como arcilla, piedras, piedra caliza, madera y metales también se utilizaron en su construcción.
La torre del Palacio Seif recibió el impacto directo de un misil durante la primera guerra del Golfo (1990-91), que destruyó el cuarto cuadrante. 